# Башкирська Автономна Радянська Соціалістична Республіка
Башки́рська Автоно́мна Радя́нська Соціалісти́чна Респу́бліка (рос. Башки́рская Автоно́мная Сове́тская Социалисти́ческая Респу́блика; башк. Башҡорт Автономиялы Совет Социалистик Республикаhы), до 5 грудня 1936 — Автономна Башки́рська Соціалістична Радянська Республіка) — автономна республіка у складі РРФСР.
Утворена 14 червня 1922 року при об'єднанні Башкирської Республіки і Уфимській губернії.
З 31 березня 1992 року — Республіка Башкортостан у складі Російської Федерації.

## Історія виникнення

### Утворення Малої Башкирії
20 березня 1919 року було видано «Угоду центральної Радянської влади з Башкирським урядом про Радянську Автономну Башкирію». Відповідно до «Угоди» була утворена Автономна Радянська Башкирська Республіка (АРБР). Термін «Мала Башкирія» і далі застосовувався відносно АРБР.

### Утворення Великої Башкирії

АБСРР в 1922 р.

14 червня 1922 р. декретом ВЦВК «Про розширення меж Автономної Башкирської Соціалістичної Радянської Республіки» Уфимська губернія була скасована. Уфимський, Бірський, Белебеєвський і Златоустовський повіти Уфимської губернії включені до складу Автономної Башкирської Соціалістичної Радянської Республіки. До складу республіки також включені Тургаяцька, Сиростанська, Місська волості, місто Міас Міаського повіту Челябінської губернії. З Малої Башкирії в Челябінську губернію переданий Яланський кантон. Мензелінський повіт Уфимської губернії в 1920 році був включений до складу утвореної Автономної Татарської Соціалістичної Радянської Республіки.
Офіційною столицею Автономної Башкирської Соціалістичної Радянської Республіки стає місто Уфа. З юридичної точки зору Уфимська губернія як адміністративна одиниця припиняє своє існування, фактично відбувається злиття Башкирської Республіки і Уфимської губернії, з домінуванням в керівництві Великої Башкирії представників останньої.

## Соціально-економічний розвиток
За часів Радянської влади Башкирія з аграрний-індустріальної республіки стала індустріально-аграрною, більшість міст республіки були створені саме в цей період.
Вже до кінця 1920-х років на території Башкирії, Татарії і сусідніх областей був виявлений нафтоносний Волго-Уральський район. У травні 1932 р. почалося видобування нафти з перших свердловин у районі Ішимбая. У 1930-ті роки було поставлено завдання створити в цьому районі велику нафтову базу («Друге Баку»). Надалі це сприяло створенню нових галузей промисловості — нафтопереробної і нафтохімічної.

## Адміністративно-територіальний поділ
До 1930 року існувала волосно-кантональна система. З 20 серпня 1930 року введена районна система адміністративно-територіального поділу. У травні 1952 року Башкирську АРСР було розділено на Уфимську і Стерлітамацьку області. У квітні наступного року це рішення було скасовано, а з ним обласний поділ Башкирської АРСР.